# Metoda CN křivek
Metoda CN křivek slouží k jednoduchému výpočtu odtoku při srážkoodtokové události na malých povodích. Srážka je rozdělena na ztráty a efektivní déšť podle čísla CN křivky, které reprezentuje vlastnosti povodí – půdní poměry, využití území (landuse) a předchozí vláhové podmínky. Použité vztahy jsou empirické, odvozené na základě analýzy dat z malých povodí v USA. Metoda se však uplatnila také v mnoha jiných zemích včetně České republiky.
Metoda byla vyvinuta americkou Službou na ochranu půd (Soil conservation service, metoda se označuje také jako SCS CN).

## Základní předpoklad a odvození vztahu pro odtok
U srážkoodtokové události se pro daný čas předpokládá, že poměr mezi skutečnou a maximální potenciální velikostí ztrát na povodí (v metodě se počítá se ztrátami jako celkem a označují se jako retence povodí) je stejný jako poměr mezi objemem odtoku a objemem srážky redukovaným o počáteční ztrátu:
{\displaystyle {\frac {F}{S}}={\frac {R}{P-I_{a}}}}
- {\displaystyle F} – skutečná velikost ztrát (retence) od doby počátku odtoku
- {\displaystyle S} – maximální potenciální ztráta na povodí od doby počátku odtoku
- {\displaystyle R} – kumulativní odtoková výška (od počátku události po daný čas)
- {\displaystyle P} – kumulativní výška srážky (od počátku události po daný čas )
- {\displaystyle I_{a}} – počáteční ztráta (retence) na povodí v době, kdy ještě nedochází ke tvorbě odtoku (např. infiltrace a intercepce)

Jednotlivé složky mají délkový rozměr délky, tj. zpravidla mm nebo palce.
Skutečnou ztrátu je možno vyjádřit jako celkovou výšku srážky bez počáteční retence a bez výšky odtoku:
{\displaystyle F=P-I_{a}-R}
Dosazením do základní rovnice a její úpravou dostaneme výšku odtoku vyjádřenou jako
{\displaystyle R={\frac {{(P-I_{a})}^{2}}{P-I_{a}+S}}}
Počáteční retenci je doporučováno uvažovat jako pětinu maximální potenciální, tj. {\displaystyle I_{a}=0,2\cdot S}. V tom případě má rovnice tvar {\displaystyle R={\frac {{(P-0,2\cdot S)}^{2}}{P+0,8\cdot S}}}

## Určení čísla CN křivky
Maximální potenciální retence povodí je dána číslem CN křivky (anglicky curve number):
{\displaystyle S={\frac {1000-10\cdot CN}{CN}}} [palce]
{\displaystyle S={\frac {25400-254\cdot CN}{CN}}} [mm]
CN křivky nabývají hodnot od přibližně 30 (velké ztráty na povodí) do 100 (beze ztrát). Toto číslo se určuje z tabulek na základě:
- hydrologické skupiny půd – reprezentuje infiltrační a retenční vlastnosti půdy (kategorie A až D)
- využití území v povodí (landuse) – zohledňuje se vegetační pokryv, způsob obdělání pozemků
- předchozích vláhových podmínek (PVP) – dáno úhrnem srážek v předchozích dnech

Pro povodí s různorodými vlastnostmi se výsledná hodnota CN určuje váženým průměrem.